# Per Anton Hejschman
Per Anton Hejschman, född 6 juli 1810 i Torstuna församling, Västmanlands län, död 26 maj 1851 i Karlstad, Värmlands län, var en svensk domkyrkoorganist, klockare och musiklärare.

## Biografi
Hejschman föddes 1810 i Torstuna församling. Han var son till korpralen Konrad Hejschman Flink (1773–1854) och Anna Andersdotter (1770–1832). Hejschman tog organistexamen 7 juni 1830 och musikdirektörexamen vid Kungl. Musikaliska Akademiens undervisningsverk 22 december 1835. Han arbetade 1830–1836 som vice organist i Sankt Nikolai församling. Från 1836 arbetade han som domkyrkoorganist i Karlstads församling och musiklärare vid Karlstads gymnasium. Hejschman arbetade även från 1840 klockare i Karlstads församling. Hejschman avled 1851 i Karlstad.
Hejschman anordnade konserter i Karlstads domkyrka med bland annat Georg Günther, Beata Juringius, Ole Bull och Kungliga Värmlands Regementes Musikkår.

### Familj
Hejschman gifte sig första gången 16 maj 1833 i Nikolai församling med Johanna Lundberg (1797–1879). Hon var dotter till en trädgårdsmästare. Hejschman och Lundberg skiljde sig 1844 Hejschman gifte sig andra gången 30 augusti 1846 med Maria Katarina Frykholm (1823–1878). Hon var dotter till en klockare.